# Craigavon
Craigavon (en irlandais : Creag Abhann) est une ville d'Irlande du Nord.

## Géographie
Elle est située dans le comté d'Armagh, entre les villes de Portadown et Lurgan, non loin du Lough Neagh.

## Histoire
Il s’agit d’une ville nouvelle; sa construction a commencé en 1965. Elle doit son nom au premier ministre James Craig (1871-1940).